# Tetragnatha reni
Tetragnatha reni là một loài nhện trong họ Tetragnathidae.
Loài này thuộc chi Tetragnatha. Tetragnatha reni được miêu tả năm 2003 bởi Zhu, Song & Zhang.